# Bondegården
Bondegården er en dokumentarfilm instrueret af Nicolai Lichtenberg efter eget manuskript.

## Handling
Idyllisk beskrivelse af traditionel dansk landbrug i høsttiden. Arbejdet med at få kornet ind følges. Mennesker og dyr må krybe i ly for et regnskyl, men efter bygen ånder dyr og planter og mennesker lettede op, og livet fortsætter med ny kraft.